# Kątnik (gmina Komorniki)
Kątnik – osada leśna (leśniczówka) w Polsce położona w województwie wielkopolskim, w powiecie poznańskim, w gminie Komorniki. Zlokalizowana nad Wartą, w obrębie Wielkopolskiego Parku Narodowego, około 2,5 km na wschód od Łęczycy.
W latach 1975–1998 miejscowość położona była w województwie poznańskim.
W Kątniku znajdują się budynki leśników z czerwonej cegły, pochodzące sprzed I wojny światowej. Do lat 70. XX wieku z Kątnika kursował prom śródlądowy do położonego na drugim brzegu Warty Wiórka. Przez Kątnik przechodzi szlak rowerowy z Poznania do Puszczykowa (odcinek Nadwarciańskiego Szlaku Rowerowego).